# Gedenkstätte Neuer Börneplatz

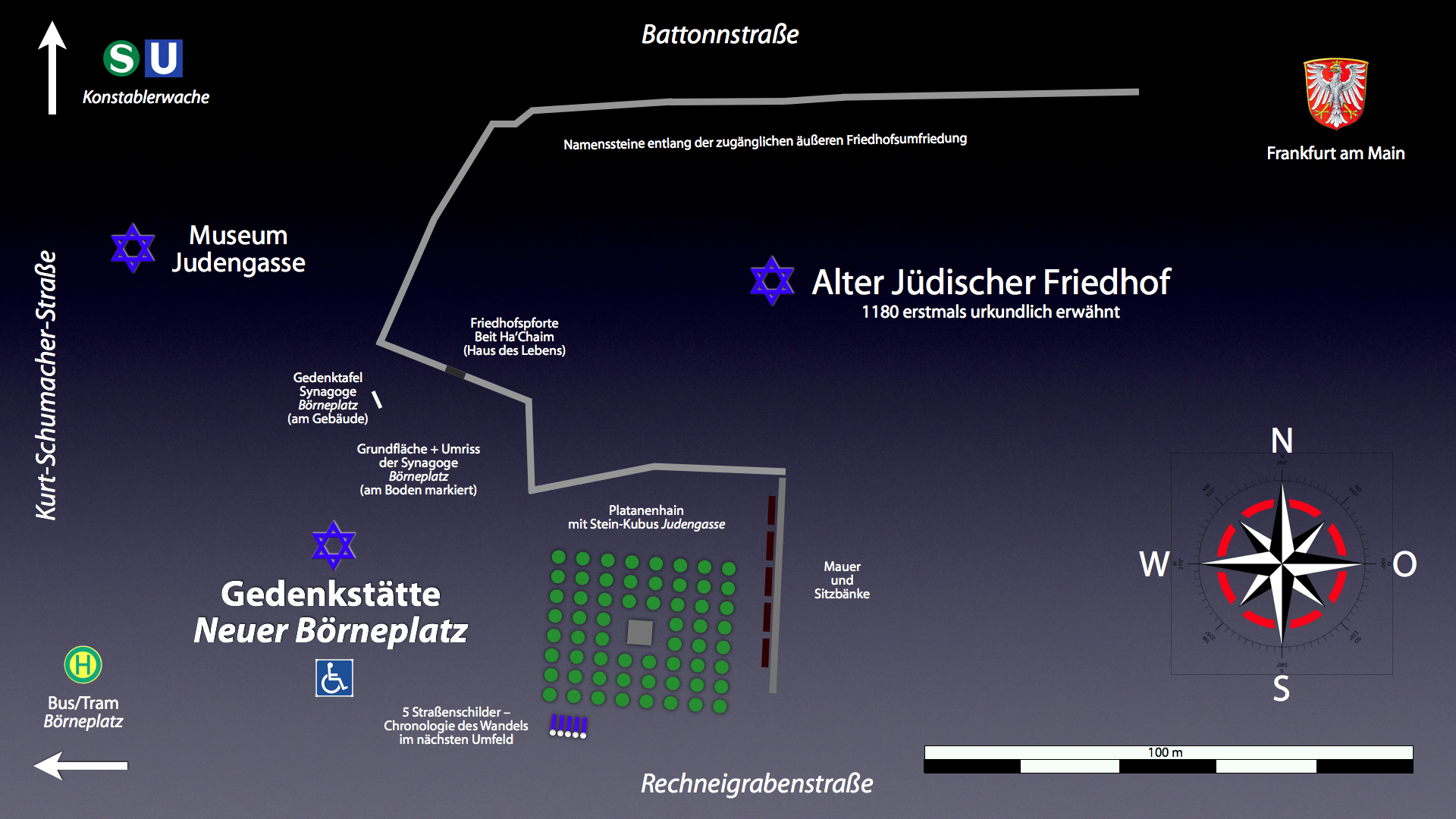
Gedenkstätte Neuer Börneplatz, Lageskizze

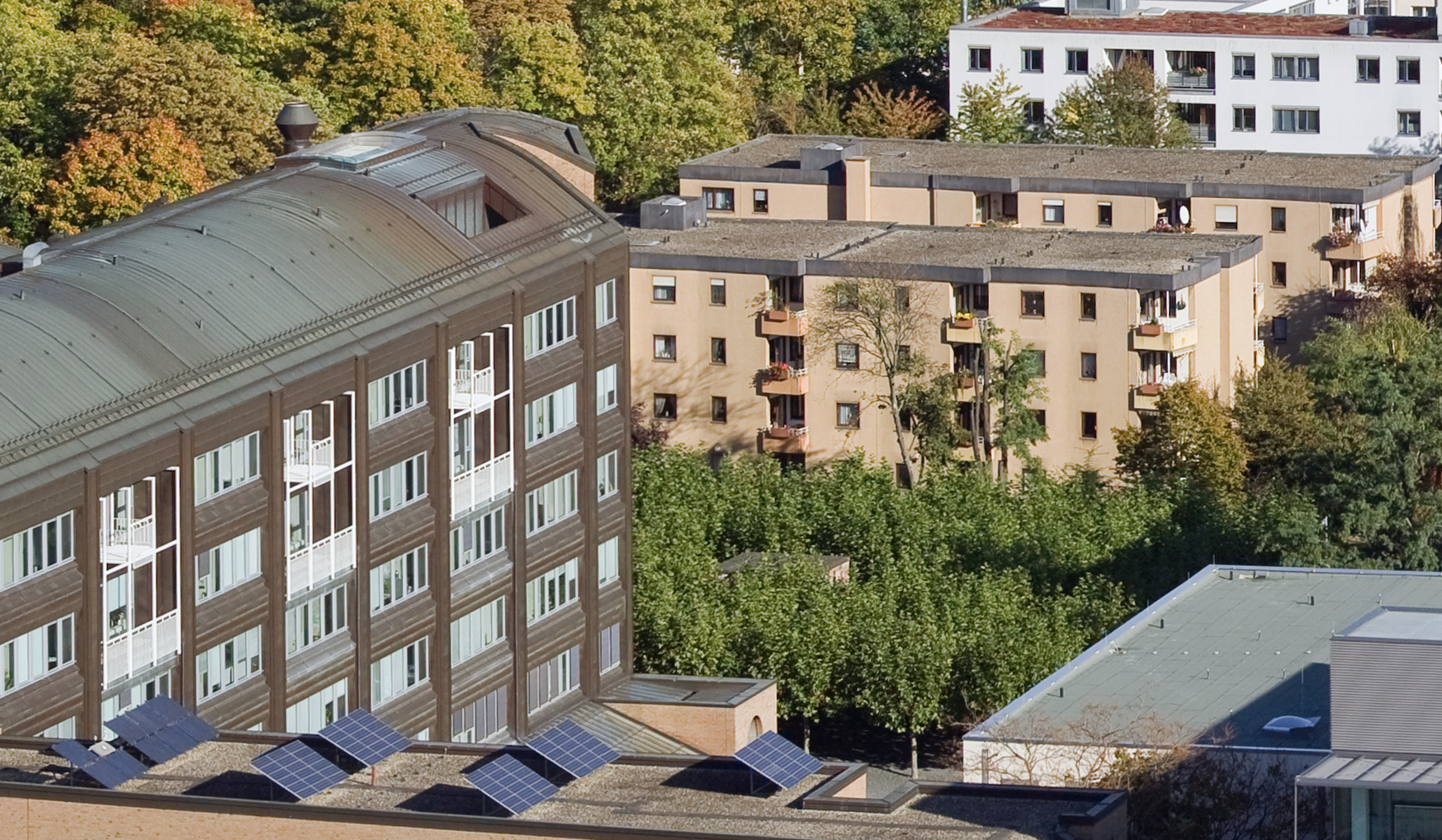
Der Neue Börneplatz inmitten von Gebäuden (Oktober 2010, Blick nach Nordosten). Der Steinkubus ist weitgehend vom Laub der Platanen verdeckt. Links oben: Bäume des Jüdischen Friedhofs.

Die Gedenkstätte Neuer Börneplatz in Frankfurt am Main, auch Gedenkstätte Börneplatz genannt, erinnert an die im Holocaust vernichtete jüdische Gemeinde Frankfurts. Die Gedenkstätte besteht im Wesentlichen aus der Außenmauer des Jüdischen Friedhofs Battonnstraße und dem südlich an den Friedhof angrenzenden Neuen Börneplatz. Sie wurde am 16. Juni 1996 der Öffentlichkeit übergeben.
Ein Fries auf der Außenmauer des alten Friedhofs mit 11.908 Gedenkblöcken benennt die Opfer der Schoa aus Frankfurt. Mitten auf dem Neuen Börneplatz steht ein von Platanen umgebener großer Stein-Kubus, der aus Fundamentresten des früheren jüdischen Ghettos zusammengesetzt ist. Markierungen am Boden und eine Gedenktafel weisen auf die 1882 hier errichtete Börneplatzsynagoge hin, die bei den Novemberpogromen 1938 durch Brandstiftung zerstört wurde.

## Lage
Die Gedenkstätte liegt in der östlichen Innenstadt Frankfurts zwischen der Battonnstraße im Norden und der Rechneigrabenstraße im Süden (vgl. die Lageskizze oben). Der Jüdische Friedhof liegt an der Battonnstraße, der Neue Börneplatz an der Rechneigrabenstraße. Die Anlage ist von beiden Straßen aus zugänglich.
Der Neue Börneplatz wird im Westen von der Rückseite eines Verwaltungsgebäudes an der Kurt-Schumacher-Straße begrenzt (ursprünglich ein Kundenzentrum der Frankfurter Stadtwerke, heute Planungsdezernat der Stadt Frankfurt am Main). Die südliche Hälfte des Verwaltungsgebäudes steht auf dem vormaligen Börneplatz. Im nördlichen Teil des Gebäudes befindet sich das Museum Judengasse.

## Beschreibung
Die Gedenkstätte besteht aus mehreren Elementen.

### Erinnerung an ermordete Frankfurter Juden

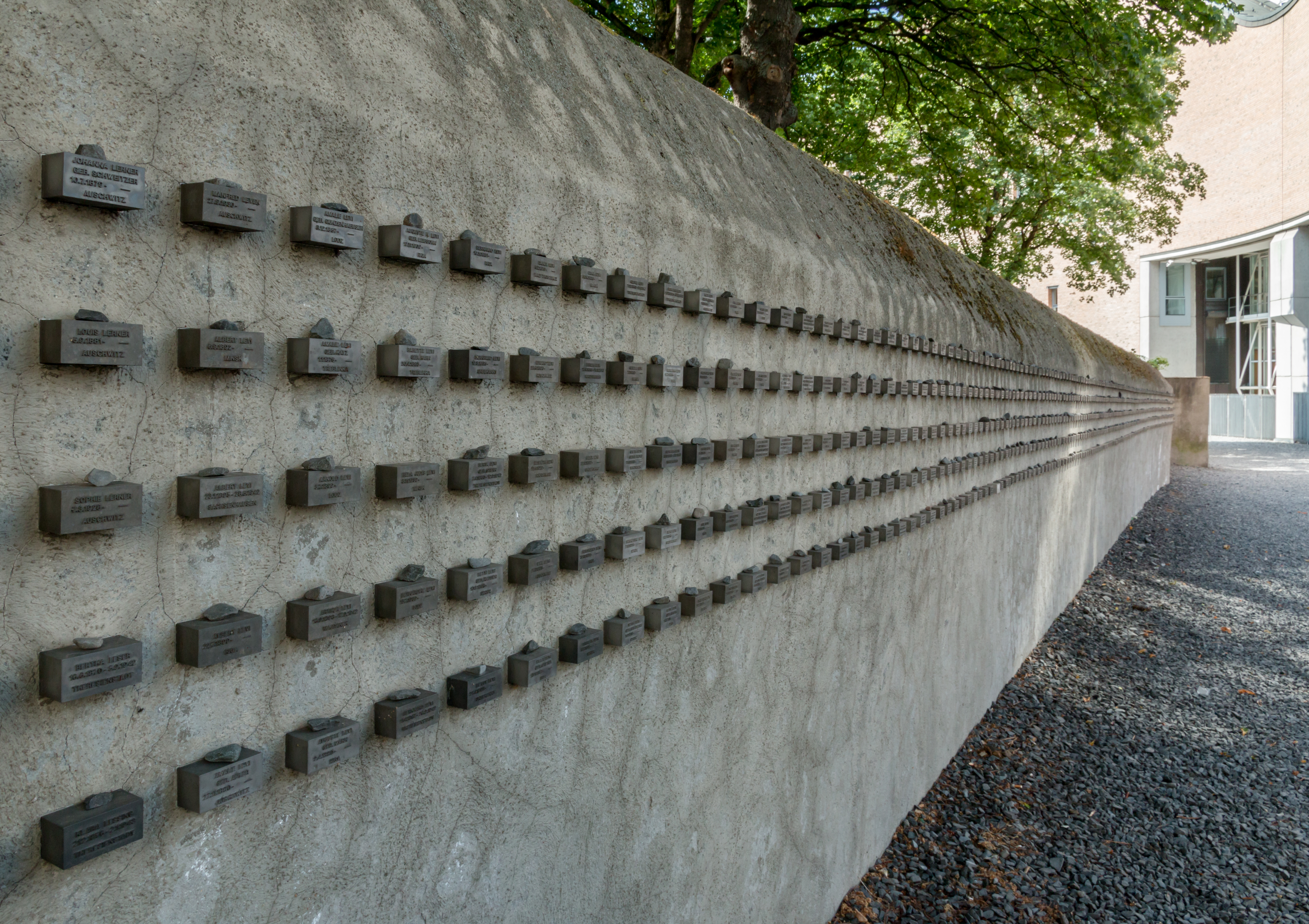
Namensblöcke als Fries an der Außenmauer des Friedhofs

An der Außenmauer des Alten Jüdischen Friedhofs erinnert ein Fries aus Tausenden von metallenen Namensblöcken an Juden aus Frankfurt, die während der NS-Zeit ermordet wurden oder verfolgungsbedingt zu Tode kamen. Bis zur Einweihung der Gedenkstätte konnten 11.134 Personen bestimmt werden, deren Namen und biografische Eckdaten (Geburtsdatum, Sterbedatum wenn bekannt, Sterbeort) auf den Metallblöcken nachzulesen sind. Die Blöcke ragen quaderförmig aus der Mauer heraus. Besucher der Gedenkstätte können auf ihnen nach jüdischem Trauerritus kleine Steine ablegen.
Erweitert um Kurzbiografien und Fotos sind die Namen und Daten auch in der öffentlich zugänglichen „Datenbank Gedenkstätte Neuer Börneplatz“ zu finden, die das Jüdische Museum Frankfurt initiierte und die im Museum Judengasse genutzt werden kann. Die Recherchen für die Datenbank ermöglichten zudem nachträgliche Korrekturen an der Gedenkstätte. So konnte der Namenfries an der südlichen Friedhofswand im Jahr 2010 um 823 Namensblöcke erweitert werden.
Der Alte Jüdische Friedhof erhielt eine neue Pforte. Sie besteht aus zwei modern gestalteten Metalltoren, auf denen in hebräischen Lettern Beth Ha'Chaim („Haus des Lebens“) geschrieben steht.

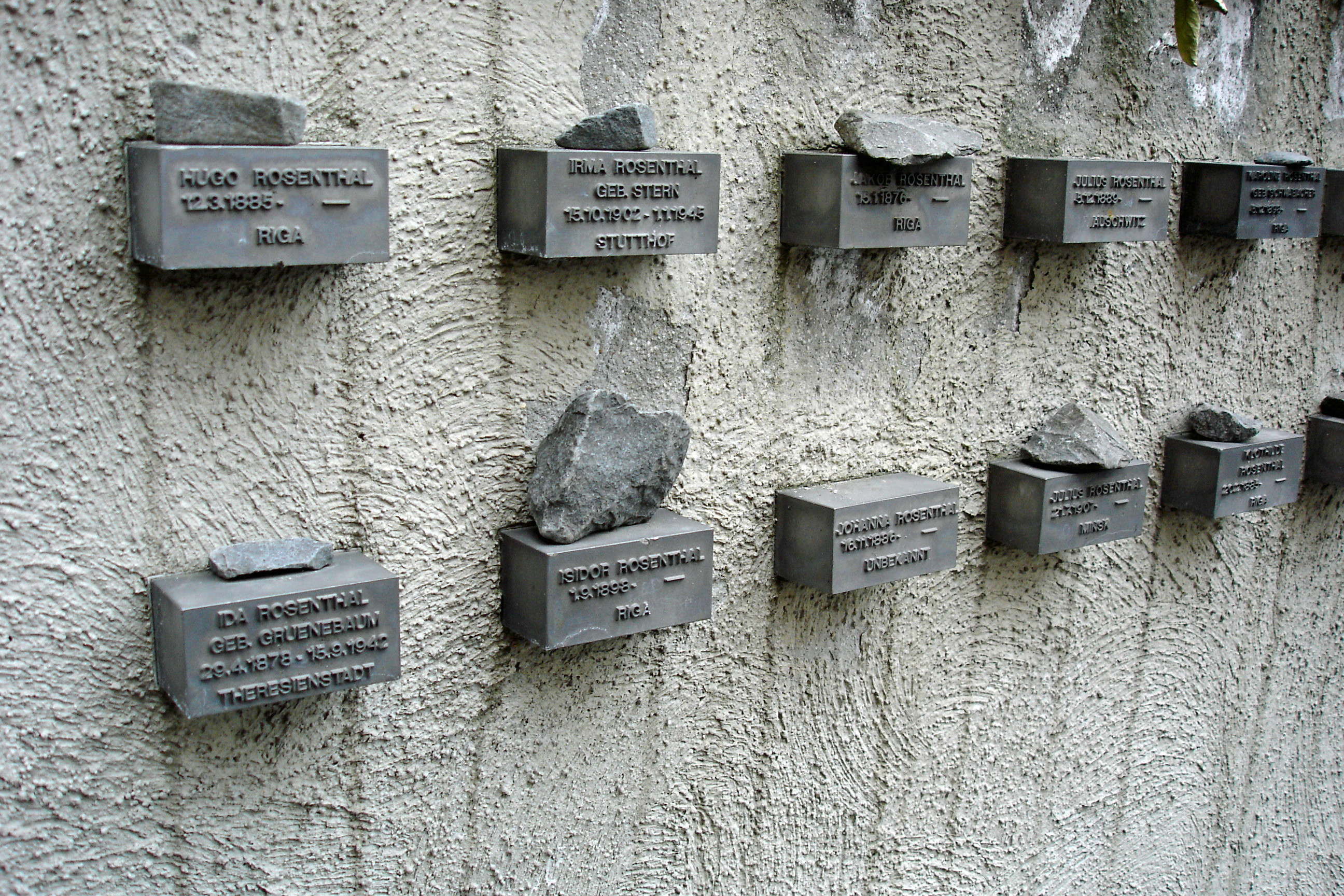
Namensblöcke an der Außenmauer mit darauf abgelegten Steinen
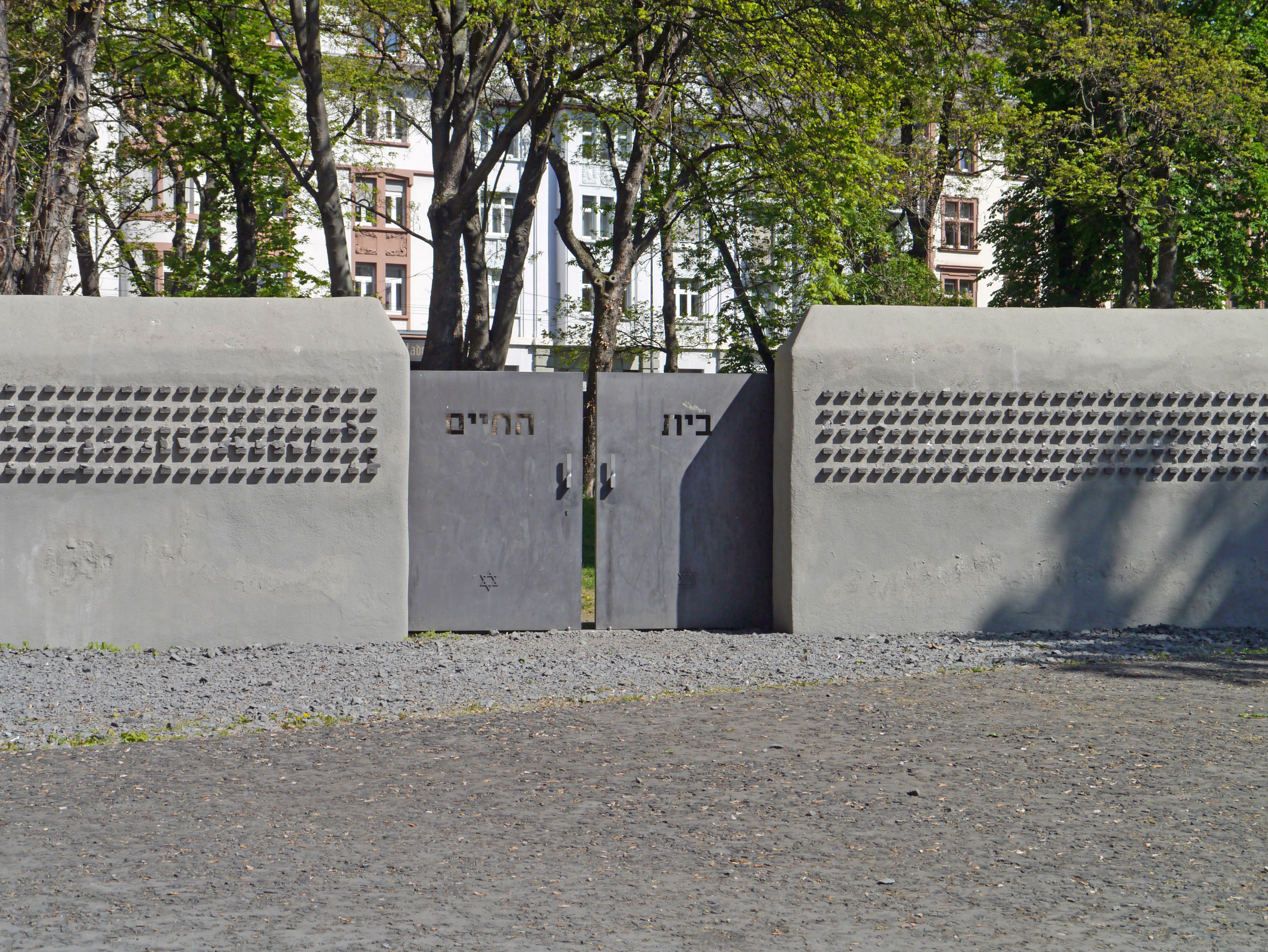
Westliche Friedhofspforte mit der Inschrift Beth Ha'Chaim („Haus des Lebens“)

### Steinkubus und Platanenhain

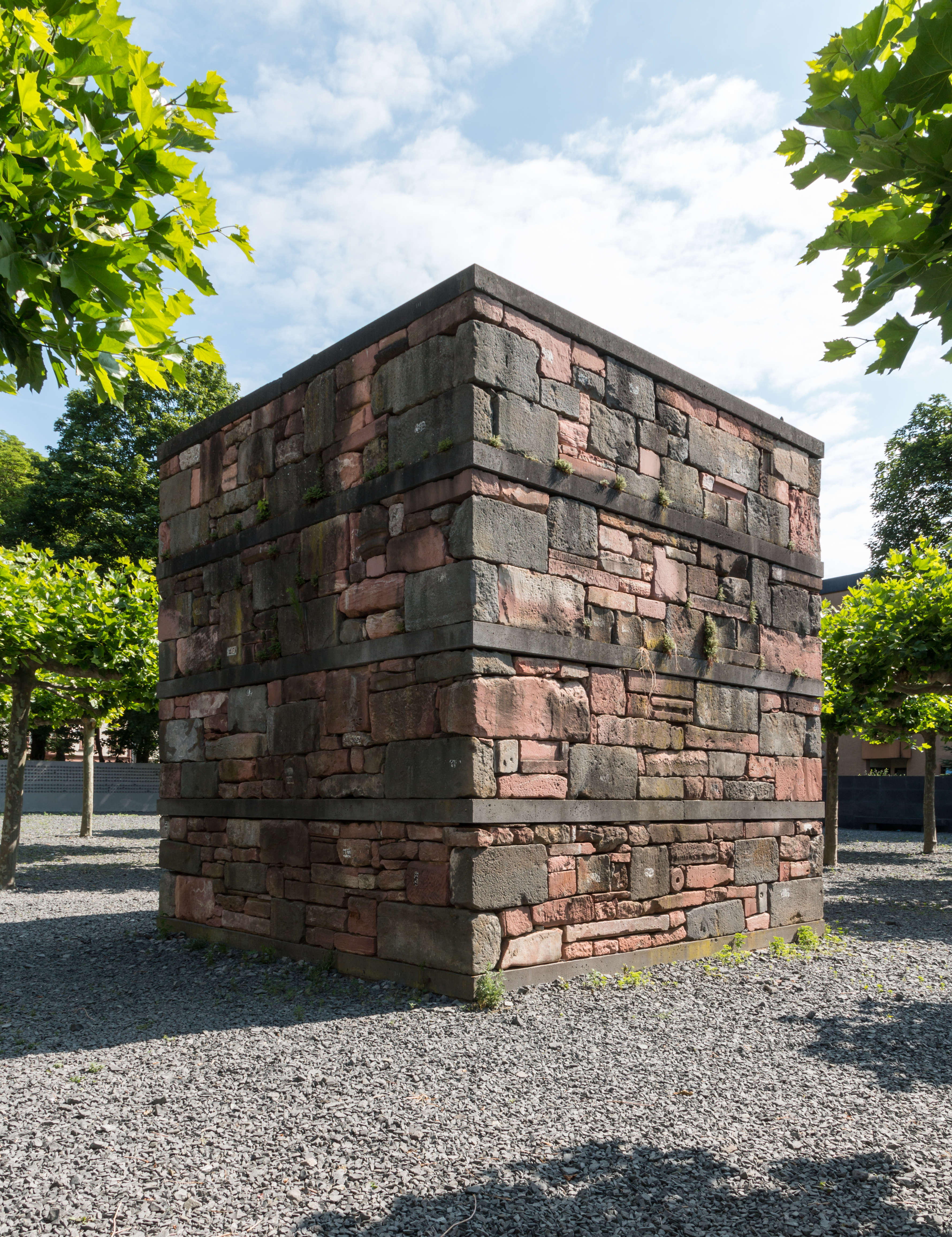
Kubus

Im Zentrum des Platzes an der Rechneigrabenstraße steht ein Steinkubus, der aus Fundamentresten des früheren Ghettos zusammengesetzt ist. Er ist umgeben von einem Platanenhain. Der Boden des Platzes ist mit grauen Schottersteinen bedeckt.

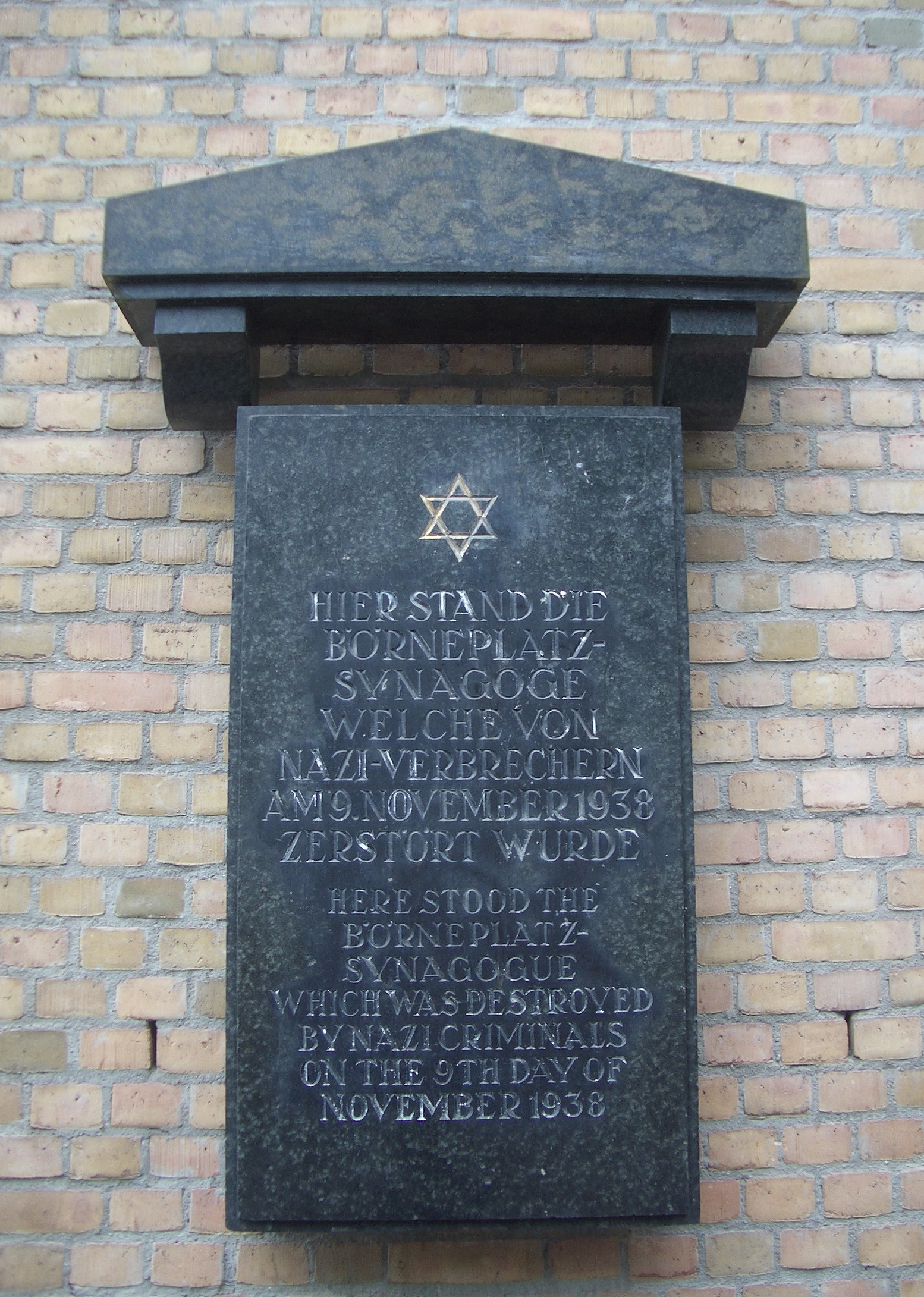
Gedenktafel für die Börneplatzsynagoge

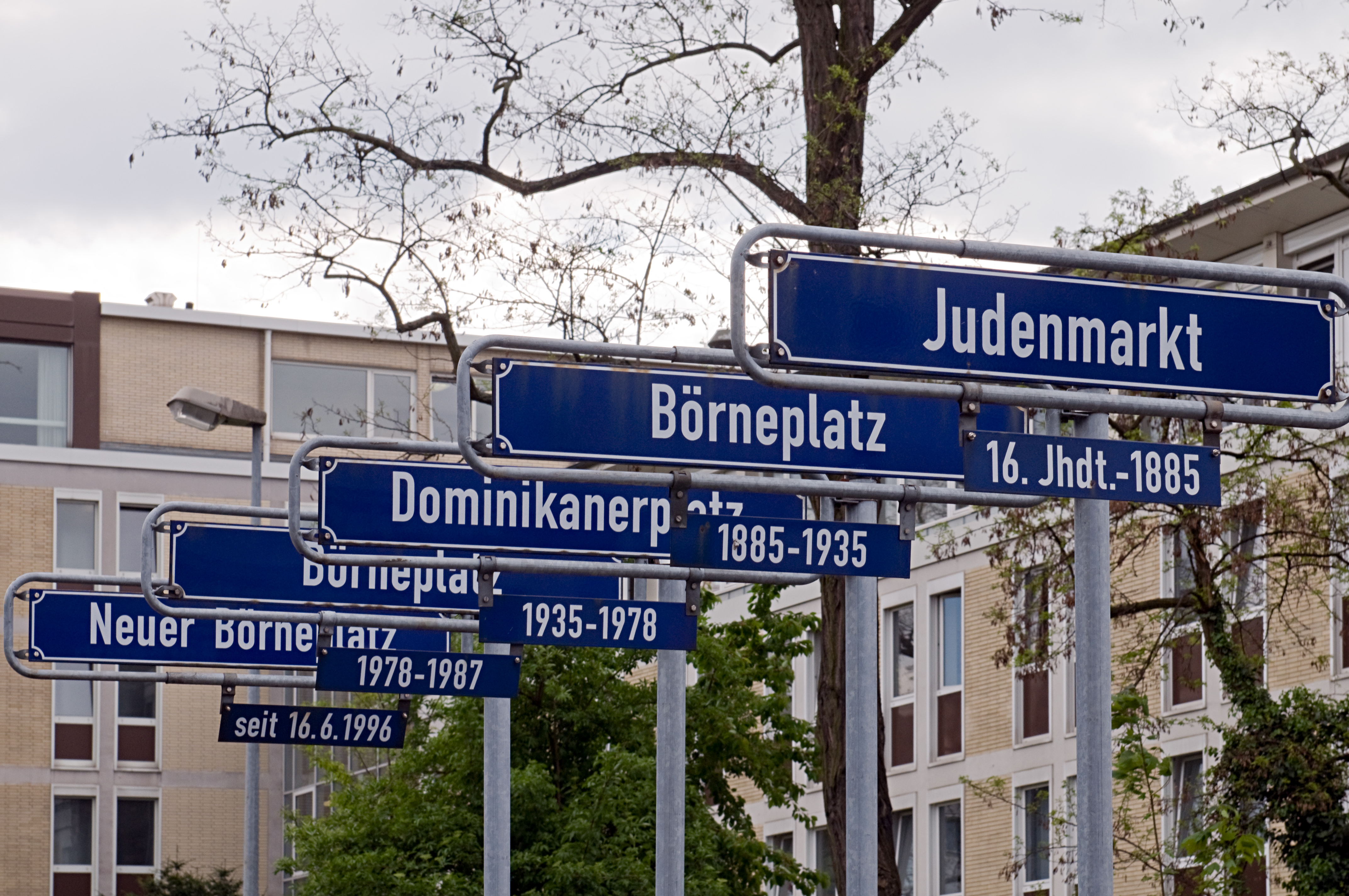
Fünf Straßenschilder stellen die Veränderung der Ortsbezeichnungen im näheren Umfeld chronologisch dar

### Erinnerung an die Börneplatz-Synagoge
Der Grundriss der 1882 errichteten und 1938 während des November-Pogroms verwüsteten Börneplatz-Synagoge – genauer gesagt, der nicht überbaute Teil der Grundrissfläche – wird durch einen dunkleren, festen Bodenbelag aus Gussasphalt mit eingewalztem Basaltschotter markiert und durch eine 15 Millimeter breite Einfassung mit Stahlschienen verdeutlicht. Bei der Begehung der Grundrissfläche ist diese auch dadurch wahrnehmbar, dass sich Tritte auf festem Belag anders anhören und anfühlen als auf losem Schotter. Der Betrachter erkennt, dass das Ende der 1980er Jahre errichtete Verwaltungsgebäude etwa die Hälfte der Fläche bedeckt, auf der die Synagoge stand.
An der Rückwand des Stadtwerke-Gebäudes wurde eine Gedenktafel für die zerstörte Synagoge installiert, die bereits am 20. März 1946 von der US-Militärregierung in einem Gedenkakt feierlich enthüllt worden war, seinerzeit allerdings nicht am richtigen Ort montiert. Die Inschrift lautet:
Hier stand die Börneplatz-Synagoge, welche von Nazi-Verbrechern am 9. November 1938 zerstört wurde.
Here stood the Börneplatz-Synagogue which was destroyed by Nazi criminals on the 9th day of November 1938.

### Straßenschilder
An der Rechneigrabenstraße stehen fünf Straßenschilder, die auf die wechselnden Benennungen des Ortes seit Ende des 19. Jahrhunderts verweisen. Ab dem 16. Jahrhundert bestand hier ein Platz namens Judenmarkt. 1885 wurde er zu Ehren von Ludwig Börne in Börneplatz umbenannt. Wegen des jüdischen Namensgebers wurde er 1935 von den Nationalsozialisten nach dem nahegelegenen Dominikanerkloster in Dominikanerplatz umbenannt. Auf Anregung des Frankfurter Historikers Paul Arnsberg erhielt der Platz 1978 wieder den Namen Börneplatz. In den 1990er Jahren, nach der Bebauung des Börneplatzes, trat der Neue Börneplatz an die Stelle des Börneplatzes.
Die symbolischen Straßenschilder suggerieren, seit 1987 sei Börneplatz nur noch eine historische Bezeichnung und Neuer Börneplatz sei der aktuelle Name für diesen Platz. Dies trifft nicht zu. Der Börneplatz verschwand durch Bebauung mit einem großen Verwaltungsgebäude. Der Straßenname Börneplatz ist aber nach wie vor gültig. Er gilt heute für den Straßenabschnitt an der Südseite des Verwaltungsgebäudes und für den Fußgängerweg an der Gebäuderückseite. Der Neue Börneplatz ist nicht dasselbe Areal, vielmehr grenzt er östlich an den vormaligen Börneplatz. Im Gegensatz zu Börneplatz steht der Name Neuer Börneplatz auch nicht im Straßenverzeichnis der Stadt Frankfurt.

### Zugang zum Museum Judengasse
Direkt am Neuen Börneplatz befindet sich das Museum Judengasse, das mit der Gedenkstätte und dem alten jüdischen Friedhof ein Ensemble der Erinnerungskultur bildet und vom Neuen Börneplatz aus zugänglich ist. Das Museum erinnert an die wechselvolle Geschichte der früheren Frankfurter Judengasse und an die Zerstörung jüdischen Lebens in der Stadt.

## Entstehung

### Bebauung des Börneplatzes
1985 schrieb die Stadt Frankfurt am Main einen Wettbewerb zur Bebauung des Börneplatzes aus. Hier sollte ein Kundenzentrum der Stadtwerke entstehen, deren Dienststellen bislang über die Stadt verteilt waren. Die Planung wurde dem Schweizer Architekten Ernst Gisel übertragen. Gleichzeitig beschlossen Stadtverordnetenversammlung und Magistrat, mit dem Neubau auch den Börneplatz zu einem „Neuen Börneplatz“ umzugestalten. Die Jüdische Gemeinde regte an, im Zuge dessen eine Gedenkstätte zu errichten, die an die Deportationen der Frankfurter Juden der Jahre 1941 bis 1945 erinnern sollte.
Während der Ausschachtungsarbeiten für das Kundenzentrum stießen die Planer auf Hausfundamente und zwei Mikwen der Frankfurter Judengasse, des früheren jüdischen Ghettos. Da die Stadtregierung unter Oberbürgermeister Wolfram Brück (CDU) am Neubau der Stadtwerke festhielt, wurden sämtliche Mauerreste abgetragen. Dies führte im Sommer 1987 zu heftigem öffentlichem Protest. Es gab Demonstrationen gegen die Beseitigung der archäologischen Funde; die Baustelle wurde zeitweise von Demonstrierenden besetzt.
Der Börneplatzkonflikt endete schließlich mit einem Kompromiss: Die Fundamente von fünf Häusern der früheren Judengasse, zwei Ritualbäder und weitere archäologische Überreste wurden am originalen Platz, jedoch tiefer gelegt wieder hergestellt. Sie bilden bis heute den Mittelpunkt des 1992 eröffneten Museums Judengasse. Der Börneplatzkonflikt bewirkte ein Umdenken in der städtischen Gedenkpolitik.

### Planung der Gedenkstätte
Zeitlich parallel zu den Bauarbeiten wurde der Wettbewerb für die Gedenkstätte Neuer Börneplatz ausgelobt – die offizielle Bezeichnung lautete damals Gedenkstätte am Neuen Börneplatz für die von Nationalsozialisten vernichtete dritte jüdische Gemeinde in Frankfurt am Main. 249 Bewerber reichten ihre Arbeiten ein. Da die Jury zunächst keinen 1. Preis vergeben wollte, wurden die Ergebnisse nochmals öffentlich präsentiert und diskutiert. Am Ende wurde der Vorschlag der Architekturstudenten Andrea Wandel, Wolfgang Lorch und Nikolaus Hirsch ausgewählt. Sie arbeiteten später bei vielen weiteren Projekten zusammen (siehe Geschichte des Architekturbüros Wandel Lorch Götze Wach).